# Johnny Jones
Pour les articles homonymes, voir Jones.
John « Johnny » Jones, né le 12 mars 1943 à Washington DC, est un ancien joueur américain de basket-ball. Il évolue durant sa carrière au poste d'ailier fort.

## Palmarès
- Champion NBA en 1968 avec les Celtics de Boston